# París-Roubaix 1948
La 46.ª edición de la París-Roubaix tuvo lugar el 4 de abril de 1948 y fue ganada por el belga Rik Van Steenbergen. 

## Clasificación final
|    | Ciclista            | Equipo             | Tiempo     |
| -- | ------------------- | ------------------ | ---------- |
| 1  | Rik van Steenbergen | Mercier-Hutchinson | 5h 35' 31" |
| 2  | Emile Idée          | Peugeot            | m. t.      |
| 3  | Georges Claes       | Rochet-Dunlop      | + 16"      |
| 4  | Adolf Verschueren   | Mercier-Hutchinson | m. t.      |
| 5  | Fiorenzo Magni      | Wilier-Triestina   | m. t.      |
| 6  | Gildo Monari        | -                  | m. t.      |
| 7  | Marcel Rijckaert    | Mercier-Hutchinson | + 37"      |
| 8  | Adolfo Leoni        | Legnano            | + 43"      |
| 9  | André Mahé          | Olympia            | m. t.      |
| 10 | Roger Gyselinck     | Rochet-Dunlop      | m. t.      |